# Districte de Thana
El districte de Thana (maratha |ठाणे जिल्हा) és una divisió administrativa de Maharashtra amb capital a Thana (o Thane) que li dona nom i antigament Shristhanaka, capital dels silahares. Altres ciutats importants són Nova Bombai (Navi Mumbai, antiga New Bombay), Kalyan-Dombivli, Mira-Bhayander, Bhiwandi, Ulhasnagar, Ambarnath, Kulgaon-Badlapur, Dahanu, Shahapur, Wada i Vasai-Virar. Té una superfície de 9558 km² i una població al cens del 2001 de 8.131.849 habitants.

## Administració
Està format per 5 subdivisions i 15 talukes: 
- Thane o Tahana
  - Thane o Thana
  - Kalyan
  - Murbad
- Biwandi
  - Bhiwandi
  - Shahapur
  - Vasai
- Ulhasnagar
  - Ulhasnagar
  - Ambarnath
- Dahanu
  - Dahanu
  - Palghar
  - Talasari
- Jawhar
  - Jawhar
  - Mokhada
  - Wada
  - Vikramgad

Té també 13 Panchayat Samitis o blocs de desenvolupament, 37 ciutats, 1748 pobles i 23 pobles deshabitats. Els blocs (blocks) són:
- Kalyan
- Ambernath
- Shahapur
- Bhiwandi
- Wada
- Mokhada
- Jawhar
- Talasari
- Palghar
- Dahanu
- Vasai
- Murbad
- Vikramgad

## Història
Al segle iii aC els edictes d'Asoka foren gravats a Sopara, en territori del districte. Després d'Asoka van governar a la regió els andhrabhrityes que dominaven el Konkan; a aquestos els va succeir la dinastia dels Ksàtrapes occidentals i va seguir una derivació de l'antiga dinastia maurya que foren eliminats pels chalukyes de Kalyan. Del 810 al 1265 van governar els silahares amb capital a Puri (Elephanta) l'antiga seu dels mauryes al Konkan.
Els virreis yadaves dels silahares van governar no sols sobre Konkan sinó també sobre Dècan entre els regnats de Sihghana (1200 a 1247) i Ramachandra o Ramadeva (1271-1310) i el seu fill Sankara (1311-1313). Ramachandra és conegut perquè fou fet presoner per Malik Kafur, el general del sultà de Delhi Ala al-Din Muhammad Shah I Khalji (1296-1316) a la batalla de Devagiri el 1307. El 1313 Malik Kafur va haver de tornar al Dècan per sotmetre el país i va executar a Sahkara fill de Ramachandra establint la seva residència a Devagiri després reanomenada Daulatabad. La revolta d'Harpala, gendre de Ramchandra, fou dominada per Mubarak, tercer fill del sultà, el 1317 i el cap rebel fou cremat viu. Des de llavors els musulmans van tenir ports a Konkan com Cheul i Kolaba. El nord del Konkan amb Thana estava sota el seu domini i el sud del Konkan sota el control de la dinastia lingayat de reis de Kanara amb seu a Anegundi. Sembla que el seu poder hauria entrat en decadència progressiva portant a un període de desordres quan el país fou assolat pels kolis i va quedar quasi despoblat mentre al sud s'imposava el domini de Vijyanagar exercit a través de dinasties o senyors locals.
Segons Ferishta bona part del Konkan estava al segle xiv en mans dels reis de Vijayanagar dinastia que va tenir dotze reis. Un d'aquestos, Bukka I, va morir el 1377 i el va succeir Hariara II. Durant el seu regnat hi va haver una revolta al Konkan i la regió va passar a mans dels Turuskes que tenien el suport dels sultans bahmànides (1377). L'any següent el sultà Ala al-Din Mudjahid (1375-1378) fou assassinat a Adoni i Hariara II va aprofitar per envair el Konkan del nord amb un gran exèrcit. El feudatari Madhavamantrin de Banavasi va derrotar els turuskes i va conquerir Goa dominant els anomenats Set Konkans o Sapta Konkans (1380). També Hariara II va dominar Chaul i Dabhol a la costa nord, i de ben segur el ports al sud de Goa, deixant així tot el Konkan en mans de Vijayanagar.
Sota els bahmànides (1347-1489) la capital regional es va traslladar de Daulatabad a Gulbarga i el tràfic comercial va passar als ports de Ratnagiri: Dabhol, Ciplun i Rajapur si bé Chaul (Ceul) va romandre un lloc important i quan el 1357 Hasan Gangu va distribuir el territori en quatre províncies la del nord-oest incloïa Ceul, Junnar, Daulatabad, Bid i Paithan.
Muhammad II (1378-1397) va fer front a una fam portant gra de Gujarat a Malwa, distribuint-lo a baix preu i establint orfenats dos dels quals foren a Ceul i Dabhol. El 1429 Shihab al-Din Ahmad I (1422-1436) va enviar una força naval que volia dominar tot el Konkan. El general Khalaf Hasan Basri va planejar capturar Sasti que aleshores dominaven els sultans de Gujarat i va acampar a la riba del Mahim, però l'intent va fracassar quan els seus oficials decanis van desertar per les rivalitats llavors existents entre noblesa local i estrangera, i els gujaratis van aconseguir la victòria. Entre 1430 i 1431 l'exèrcit bahmànida fou derrotat tres vegades per Gujarat i encara que Khalaf atribuïa les derrotes als decanis, aquestos van convèncer el sultà de la incompetència de Khalaf i van assolir el poder iniciant la supressió dels estrangers.
Un segon exèrcit enviat el 1436 va imposar tribut al senyor de Redi o Rayagad. El 1446 un exèrcit dirigit per nobles locals i estrangers fou enviat contra Raja Sankarrav Sirke, senyor de Khelna (Visalgad) al sud de Konkan, que va rebre el suport del raja de Sangamesvar que era vassall bahmànida; els invasors foren atrets a la part muntanyosa del Konkan i derrotats i es van haver de retirar cap a la fortalesa de Cakan. Els nobles locals van atribuir la derrota a la mala direcció de Khalaf i el sultà els va donar suport i un gran nombre de nobles estrangers foren massacrats, però els sobrevivents van poder fer arribar una versió diferent dels fets i ho van poder demostrar, i els estrangers van pujar llavors al poder. El 1451 amb l'establiment de Junnar com a centre musulmà principal, la connexió amb Konkan es va reforçar. Però el domini efectiu sobre el Konkan mai es va aconseguir del tot.
Amb Muhammad Shah III (1463-1482) el poder en gran part va estar en mans de l'hàbil ministre Mahmud Gawan, un persa. Per dominar Konkan va marxar (1469) contra els caps locals amb un fort exèrcit amb forces reclutades a Junnar, Cakan, Kolhad, Dabhol, Ceul, Wai i Man. Fou envaïda Jakhurai (probablement Sankarrav de Sangamesvar, al camí de Kolhapur); Khelna o Visalgad, que li tallava el pas cap a Sangameswar, fou capturada amb moltes dificultats i ho va aconseguir amb l'ajut de Karan Singh de Mudhol, que tenia una banda de soldats al seu servei, tots marathes. Bhim, fill de Karan Singh va escalar les muralles de Visalgad amb ajut d'una cabra de muntanya i va capturar la fortalesa. Sangameswar va capitular poc després. Tot seguit es va conquerir Goa. La conquesta d'aquest port, pel que Vijayanagar tenia un intens tràfic comercial, va afectar greument a l'imperi hindú. La campanya de Gawan es va acabar el 1472.
Amb el bahmànida Sultan Mahmud Shah (1482-1518) els governadors provincials van augmentar el seu poder. El sud de Konkan va quedar en mans del governador (després sultà) d'Ahmednagar. Bahadur Gilani, un noble bahmànida fill del governador de Goa, es va establir a Goa i Dabhol i es va apoderar del govern de Konkan; llavors va cometre diversos actes de pirateria a la costa de Gujarat durant uns quants anys (1491-94) arribant amb els seus atacs fins a Cambay i ocupant l'illa de Mahim. Mahmud Begada o Mahmud Shah I Begra Gudjarati sultà de Gujarat (1458-1511) va intentar enviar un exèrcit contra Gilani però aviat es va adonar que per ser eficaç havia d'envair Dècan. Mahmud va escriure al sultà Bahmànida exposant la necessitat d'eliminar el rebel i Sultan Mahmud va enviar efectivament un exèrcit contra Gilani i finalment el 1494 fou derrotat i mort i es van donar compensacions a Gujarat, que en endavant va mantenir un precari control sobre el nord de Konkan, deixant el sud en mans del sultanat d'Ahmednagar, successor dels bahmànides a la zona. Una part del Konkan, incloent-hi Nagothana i Ceul (Chaul) va passar a mans de Gujarat (el viatger italià Varthema diu que el 1502 Chaul estava en mans de Gujarat, i el Mirat-i-Ahmadi diu que el 1508 el sultà de Gujarat va establir guarnició a Nagathona).
Gujarat, alarmat per la presència portuguesa, va demanar ajut a Egipte que va enviar una flota sota Amir Husayn; el gener de 1508 aquesta flota va derrotar severament als portuguesos a Chaul (Ceul) i el fill del virrei portuguès Almeida va morir. L'any següent el virrei portuguès va venjar la mort del seu fill va derrotar decisivament als egipcis i gujaratis a la batalla naval de Diu. Chaul va passar de Gujarat a Portugal el 1509; els portuguesos van establir factories a Chaul i Revdanda el 1516; amb això i l'ocupació de Goa, (1510) el centre de la costa de Konkan del nord va passar a Bombai. Els sultans de Gujarat van romandre al fort de Sangaza o Sahksi al riu Pen. El 1521 el sultà d'Ahmednagar va autoritzar als portuguesos la construcció d'un fort a Revdanda a canvi de poder importar cavalls per Chaul (situada a 3 km); el fort estava construït el 1524.
El 1528 la flota de Gujarat es va presentar a la boca del riu Ceul i va damnar les forces d'Ahgmednagar i al comerç portuguès. Aquestos van enviar una flota, van capturar diversos vaixells gujaratis i passant el riu Nagothana o Amba van cremar sis ciutats gujaratis; en el retorn el comandant portuguès fou atacat pel comandant de Nagothana, però va poder seguir sense cap pèrdua; el 1533 i altre cop el 1538 els sultans de Gujarat van fer tractats amb els portuguesos i els portuguesos es van establir a Bassein i Thana el 1533. Els portuguesos van tenir enfrontaments amb els sultans d'Ahmednagar i amb els caps kolis de Jawhar. Al llarg del segle xvi els mogols van esdevenir els veíns dels portuguesos.
El 1666 Sivaji es va apoderar del sud-est del futur districte i va atacar als portuguesos a l'illa Salsette. El 1675 Sivaji ja era el senyor sense rival de l'interior fins a Kalyan, però aviat els mogols van recuperar territori. El 1694 els mogols van atacar als portuguesos; els sidis de Janjira dirigien la flota mogola i les batalles navals entre mogols i marathes, principalment els Angria van durar temps. Després de la mort d'Aurangzeb el 1707, Angria va dominar el territori entre Borghat i Bhiwandi. Vers 1731 el poder dels Angria i dels Sidi va començar a declinar per disputes internes i el peshwa va exercir l'hegemonia. El 1739 el peshwa va privar als portuguesos de totes les seves possessions incloent els ports de Thana i Bassein. El 1774 els britànics es van apoderar de l'illa Salsette i el 1775 el peshwa Raghunath Rao Peshwa va cedir Bassein i dependències als britànics. Els francesos van entrar llavors en negociacions amb el peshwa i els britànics van atacar als marathes però enfrontats a Haidar Ali de Mysore van restaurar les seves conquestes, Bassein i dependències, a la costa de Thana, pel tractat de Salbai de 1782.
El 1817 el peshwa va cedir el nord del futur districte de Thana a canvi del suport britànic, però després va esclatar la guerra i els britànics van annexionar la resta del districte i es va constituir el districte de North Konkan amb capital a Thana. Posteriorment es van haver de fer algunes campanyes contra els atacs kolis que van durar uns quants anys, i es van exercir mesures policials per controlar els robatoris per bandes organitzades, fins que es va assegurar la pau. El 1830 el districte es va ampliar amb parts del districte de South Konkan i el 1833 va agafar el nom de districte de Thana. El 1853 les subdivisions de Pen, Roha i Mahad, i les agències de Underi i Revadanda de Kolaba van formar el subcol·lectorar de Kolaba que el 1869 va esdevenir el districte de Kolaba separat de Thana (més tard districte de Raigarh).
El 1866 les subdivisions de Thana foren reorganitzades i rebatejades: Sanjan com Dahanu, Kolvan com Shahapur, i Nasrapur com Karjat. La petha de Vada fou elevada a taluka; Uran Mahal fou separada de Salsette (des de 1861) i posada sota dependència de Panvel. Panval amb els seus mahals d'Uran i Karanja, fou transferida al districte de Kolaba el 1883 i Karjat el 1891.
La superfície era (1901) de 9.254 km² i la població del districte:
- 1872: 593.192
- 1881: 847.424
- 1891: 908.548
- 1901: 904.860

Administrativament el formaven 9 talukes i 2 pethes
- Dahanu
  - Umbargaon (petha)
- Mahim
- Vada 
  - Mokliada (petha)
- Shahapur
- Bassein
- Bhiwandi
- Kalyan
- Murbad
- Salsette

Les ciutats principals eren les set municipalitats: Bandra, Bassein, Bhiwandi, Kalyan, Kelve-Mahim, Kurla, i Thana, la capital; hi havia 1.697 pobles. La llengua general era el marathi (88%) i la religió l'hinduisme (90%); algunes tribus poblaven el districte: varlis (89.000), thakurs (51.000), kathkaris (22.000), kathodis (13.000), agris (84.000) i kolis (86.000). Per castes els kunbis, mahars, bhandaris, bramans i vanis.
El mahal de Bandra es va crear el 1917 i el 1920 Salsette fou dividida en dues talukes — north Salsette i South Salsette. Aquesta darrera, amb 84 pobles, fou separada de Thana i inclosa al districte de Bombai (Suburbà). North Salsette va esdevenir mahal de la taluka de Kalyan el 1923 i rebatajat com a Thana el 1926. Kelve-Mahim fou rebatejada Palghar. 33 pobles del districte de Bombai foren transferits al districte de Thana el 1945 però 14 foren retornats el 1946.
El 1949 l'estat de Jawhar fou unit al districte com a taluka. 27 pobles i una ciutat de la taluka de Thana foren transferits al districte de Bombai el 1956. El 1960 amb la partició de l'estat de Bombai, 47 pobles i tres ciutats de la taluka d'Umbargaon foren transferits al districte de Surat al Gujarat. El 1969 la taluka de Kalyan fou dividida en dues.

## Arqueologia
- Fortaleses i esglésies portugueses a Bassein, Mandapeshvar, Ghodbandar, i altres llocs de Salsette
- Mesquites, tombes i dipòsits d'aigua a Bhiwandi i Kalyan.
- Restes budistes a Kanheri (coves), Kondivati i Magathan a Salsette, i a Lonad a Bhiwandi.
- Restes bramàniques amb cobes a Jogeshvari i Mandapeshvar
- Temples a Ambarnath a Kalyan, Lonad a Bhiwandi, i Atgaon a Shahapur
- Coves a Palu Sonala a Murbad.
- Temple a la roca a Vashali a Shahapur
- Coves a Indragath a Dahanu, i a Jivdhan a Bassein.